# 1249년

## 연호
- 남송(南宋) 순우(淳祐) 9년
- 일본(日本) 호지(寶治) 3년 / 겐초(建長) 원년
- 쩐 왕조(陳朝) 티엔응찐빈(天應政平) 18년

## 기년
- 남송(南宋) 이종(理宗) 25년
- 고려(高麗) 고종(高宗) 36년
- 몽골 오굴 카이미쉬 섭정 원년
- 쩐 왕조(陳朝) 태종(太宗) 25년

## 사망
- 12월 9일 - 고려(高麗)의 무신정권(武臣政權) 집권자(執權子) 최우(崔瑀)